# Meiacanthus abruptus
Meiacanthus abruptus là một loài cá biển thuộc chi Meiacanthus trong họ Cá mào gà. Loài này được mô tả lần đầu tiên vào năm 2011.

## Từ nguyên
Từ định danh abruptus trong tiếng Latinh có nghĩa là "đứt rời", hàm ý đề cập đến sọc bên lườn dừng ngay gốc vây đuôi ở loài cá này.

## Phân bố và môi trường sống
M. abruptus hiện chỉ được biết đến ở đảo Komodo và Bali (Indonesia), được tìm thấy trên các rạn san hô ở độ sâu đến ít nhất là 4 m.
M. abruptus chỉ xuất hiện ở vùng nước nông gần bờ và trong rừng ngập mặn, là những môi trường sống đang bị suy giảm nghiêm trọng ở Indonesia nên loài này được xếp vào nhóm Loài sắp nguy cấp.

## Mô tả
Chiều dài chuẩn lớn nhất được ghi nhận ở M. abruptus là 3,7 cm. Loài này đặc trưng bởi một sọc đen ở giữa lườn, được bo tròn thẳng đầu ở phía cuối trên gốc vây đuôi, sọc trắng hoặc vàng ở trên và dưới sọc đen này. Vây lưng nhạt màu khi ra gần biên, với dải sọc đen rộng ở gần gốc. Bụng và hai bên lườn màu trắng nhạt đến vàng đậm.
Số gai vây lưng: 4; Số tia vây lưng: 25–26; Số gai vây hậu môn: 2; Số tia vây hậu môn: 14–15; Số tia vây ngực: 13.

## Sinh thái
Trứng của M. abruptus có chất kết dính, được gắn vào chất nền thông qua một tấm đế dính dạng sợi. Cá bột là dạng phiêu sinh vật, thường được tìm thấy ở vùng nước nông ven bờ.